# Moctezuma, Querétaro Arteaga
Moctezuma är en ort i Mexiko.   Den ligger i kommunen Pedro Escobedo och delstaten Querétaro Arteaga, i den centrala delen av landet, 160 km nordväst om huvudstaden Mexico City. Moctezuma ligger 1 917 meter över havet och antalet invånare är 142.
Terrängen runt Moctezuma är platt åt nordost, men åt sydväst är den kuperad. Runt Moctezuma är det ganska tätbefolkat, med 230 invånare per kvadratkilometer. Närmaste större samhälle är San Juan del Río, 17,8 km sydost om Moctezuma. Trakten runt Moctezuma består till största delen av jordbruksmark.